# Agustín Herrera de Sarmiento y Rojas de Ayala
Agustín Herrera de Sarmiento y Rojas de Ayala, fue el primer descendiente del Rey y Señor de las Siete Islas Canarias; Diego García de Herrera y Ayala, en trasladarse a Venezuela; después de renunciar a su herencia, sobre la parte; que en las Salinas de Lanzarote, pudiera corresponderle por la legítima de su madre; María de Herrera y Peraza de Ayala.

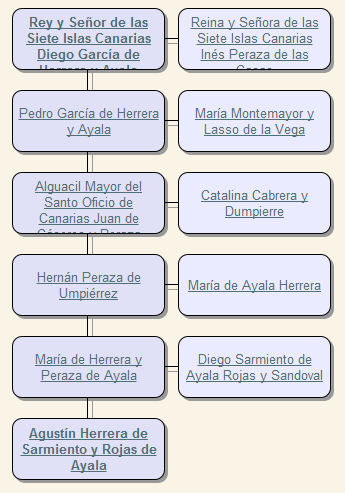
Genealogía entre Diego de Herrera Rey de las Islas Canarias y Don Agustín Herrera.

## Historia
Nació en la Isla de Lanzarote, Islas Canarias. Hijo de Don Diego Sarmiento de Ayala Rojas y Sandoval con Doña María de Herrera y Peraza de Ayala. Es descendiente del Rey y Señor de las Siete Islas Canarias, Diego de Herrera.
"...En 1581, formó parte como Alférez; de la Compañía del Capitán Juan Martel Peraza (su tío materno), del ejército del Conde de Lanzarote, que actuó en la ocupación y pacificación de la isla de la Madera; que se resistía a admitir la incorporación del archipiélago de las Azores al Imperio Español, luego de la muerte del Rey Sebastián I de Portugal en la desgraciada Batalla de Alcazarquivir. Permaneció Don Agustín en la Madera hasta 1583, fecha en que regresó a Canarias... 1595, como Alférez de la misma compañía; en la defensa del Puerto de la Luz del ataque de los corsarios ingleses Drake y Hawkins... 
...En 1598, junto con su hermana Constanza y por ante el Escribano de las Palmas, Don Francisco Casares; donan a su otra hermana, Doña Juana Sarmiento de Mendoza, mujer del Capitán Don Pedro Westerling y Jaques; la parte que en las Salinas de Lanzarote, pudiera corresponderles por la legítima de su madre." 
En 1599 "... actúa en Gran Canaria, en la defensa de la isla; contra el ataque del almirante holandés Pieter van der Does."
"... En 1604, lo encontramos ya en Caracas; recibiendo la encomienda de Corocorumo y Llanos de Salamanca, por cesión de su cuñado Don Simón Pacheco; aprobada por el gobernador y capitán general Francisco Mejía de Godoy. Ese mismo año, realiza una petición al cabildo para traer un navío con mercaderías de España, constando en esta petición que ya era casado con Leonor Pacheco y Acosta, hija legítima del Capitán Don Juan Fernández de León (fundador de Guanare) y de Doña Violante de Acosta, su segunda esposa... 
figura avecindado en Nueva Valencia del Rey con el cargo de Teniente de Gobernador, ciudad de la que fue también Teniente General, Alcalde ordinario y de la Hermandad y encomendero de Los Guayos... Acudió también, al castigo y allanamiento de la provincia de Nirgua; con el Capitán Don Garci González de Silva y hacia 1632, volviendo de Nirgua hacia Valencia con su hijo Francisco, por el camino real; fueron asaltados y muertos ambos, a flechazos por los indios jirajaras; a quienes posteriormente, castiga el Alcalde Don Alonso García Carmona." 

## Familiares
Su descendencia tuvo una presencia protagónica en la Venezuela colonial y republicana, con especial referencia al proceso de independencia. Entre sus descendientes se encuentran: María de la Concepción Palacios y Blanco, Carlos Palacios y Blanco, Esteban Palacios y Blanco, María Antonia Bolívar Palacios, Juana Bolívar Palacios, Juan Vicente Bolívar Palacios, Simón Bolívar, Guillermo Palacios Bolívar, Anacleto Clemente Bolívar, Wenceslao Urrutia, Fernando Bolívar, Francisco Rodríguez del Toro, Fernando Rodríguez del Toro, Juan Rodríguez del Toro, María Teresa del Toro, Bernardo Herrera, Esteban Herrera Toro, Diego Ibarra, Fermín Toro,  Andrés Ibarra, Martín José Sanabria, Teresa Carreño, Antonio Herrera Toro, Carlos Toro Manrique, Elías Toro, Rufino Blanco Fombona, Carlos Acedo Toro, Miguel Toro Ramírez, José Antonio Calcaño, Eugenio Mendoza Goiticoa, Eduardo Mendoza Goiticoa,Gustavo Vollmer Herrera, Leopoldo López, Thor Halvorssen Mendoza y María Corina Machado, entre otros.